# Acanthorhabdus
Acanthorhabdus is een geslacht van sponsdieren uit de klasse van de Demospongiae (gewone sponzen).

## Soort
- Acanthorhabdus fragilis Burton, 1929